# Lumineszenztaster

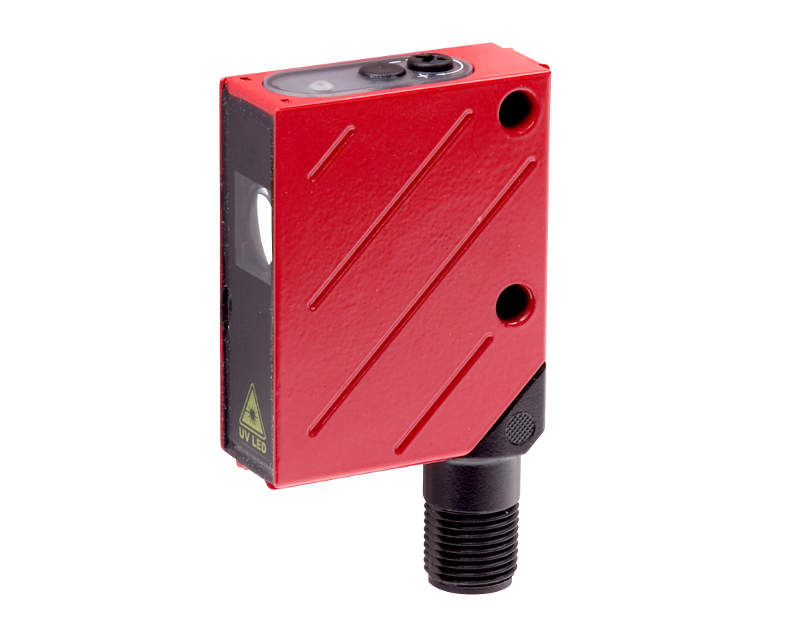
Lumineszenztaster

Lumineszenztaster sind optische Sensoren, die mittels UV-Licht Luminophoren in verschiedenen Materialien erkennen und somit einen Schaltvorgang auslösen. Luminophoren sind Pigmente, die durch UV-Licht zum Leuchten angeregt werden. Diesen Effekt macht man sich in verschiedenen Industrieanwendungen zunutze.

## Einsatzgebiete (Auszug)
Ein Beispiel hierfür ist die Etikettierung unterschiedlichster Materialien wie z. B. Flaschen. Lumineszenztaster werden hierbei eingesetzt, um zu erkennen, ob sich ein Etikett auf einer Flasche befindet oder nicht. Da Papier Luminophoren enthält, schaltet der Sensor immer dann, wenn sich ein Etikett im Erfassungsbereich des UV-Lichts befindet. Ist eine Flasche oder ein anderes Produkt nicht mit einem Etikett versehen, findet kein Schaltvorgang statt, so dass in der Folge solche Produkte bei einer automatisierten Etikettierung aussortiert werden können.
Ein weiteres Beispiel ist die nicht sichtbare Kennzeichnung von Materialien mit pigmenthaltigen Markierungen. Lumineszenztaster können anhand solcher Markierungen für die Sortierung verschiedener Produkte eingesetzt werden. Auch bei der Überprüfung von lackierten oder grundierten Bauteilen ist der Einsatz dieser Sensoren möglich.

## Mögliche Vorteile
Der Vorteil von Lumineszenztastern im Vergleich zu anderen Sensoren, die z. B. über ein Kontrastverhältnis schalten, besteht darin, dass Lumineszenztaster völlig unabhängig von der Beschaffenheit einer Oberfläche (glänzend, reflektierend, glatt, rau etc.) arbeitet. Bei der Überprüfung von Flaschenetiketten spielt es demnach keine Rolle, welche Farbe die zu detektierenden Flaschen haben oder ob sie beispielsweise leer oder gefüllt sind.